# Napomyza renovata
Napomyza renovata este o specie de muște din genul Napomyza, familia Agromyzidae, descrisă de Spencer în anul 1960. Conform Catalogue of Life specia Napomyza renovata nu are subspecii cunoscute.